# Arrancy-sur-Crusne
Arrancy-sur-Crusne – miejscowość i gmina we Francji, w regionie Grand Est, w departamencie Moza.
Według danych na rok 1990 gminę zamieszkiwało 365 osób, a gęstość zaludnienia wynosiła 18 osób/km² (wśród 2335 gmin Lotaryngii Arrancy-sur-Crusne plasuje się na 692. miejscu pod względem liczby ludności, natomiast pod względem powierzchni na miejscu 166).